# Petite Rivière Noire Football Club
Pour les articles homonymes, voir Petite rivière Noire (homonymie) et Rivière Noire.
Le Petite Rivière Noire SC est un club de football mauricien basé à Tamarin. Le club joue dans la première division du championnat mauricien.
L'équipe remporte la Coupe de Maurice en 2007, se qualifiant ainsi pour la Coupe de la confédération 2008.

## Palmarès
- Coupe de Maurice
  - Vainqueur : 2007, 2014 et 2015
  - Finaliste : 2013 et 2016

- Coupe de la République
  - Finaliste : 2010[1], 2011[2], 2018 et 2020